# Båden ved Bulverket
Båden ved Bulverket på Gotland er den største af tre både fra vikingetiden, som er fundet i resterne af  bebyggelsen Bulverket, som var en flydende landsby i søen Tingstäde träsk. 
Båden var et enmastet klinkbygget fartøj på omkring 8 m. Den er dendrokronologisk dateret til ca. 1130. Efter marinarkæologiske undersøgelser fremstilledes en rekonstruktion, Krampmacken, i Stockholm i 1979-80.